# Hieracium macrocladum
Hieracium macrocladum es una especie de planta con flor del género Hieracium, de la familia Asteraceae, orden Asterales.

## Distribución
Hieracium macrocladum se distribuye por Rusia.

## Taxonomía
Fue descrita científicamente por Schljakov.